# Llorenç Fluxà Figuerola
Llorenç Fluxà Figuerola (Inca, Mallorca, 1906 - 1993) fou un empresari mallorquí. Fill de mestre Antoni Fluxà i de Tonianina Figuerola. A la mort de son pare el 1918 va heretar la fàbrica de sabates familiar. Mentrestant, i fins a l'any 1927, va cursar estudis de batxillerat, comptabilitat, comerç i idiomes. En 1928, es va fer càrrec de l'empresa i consolidà la marca Lotusse, a través del llançament del producte al mercat internacional. Entre 1938 i 1939 va ser batle d'Inca.
Durant la guerra civil espanyola i la posterior depressió econòmica, va destacar per la seva tasca d'importador de matèria primera per a la comarca i d'exportador de calçat a l'estranger. El 1956 va adquirir Viajes Iberia i, d'aquesta manera, diversificà la seva activitat empresarial cap al sector serveis. Aquesta tasca d'internacionalització per augmentar la competitivitat de les seves empreses va trobar continuïtat en la feina feta pels seus fills Antoni, Llorenç i Miquel, respectivament amb Lotusse, Camper i Grupo Viajes Iberia. A més, va exercir els càrrecs de conseller de la Banca March i de la Banca Catalana, com també de president de la Junta d'Obres del Port.
En 1987 va rebre la Medalla d'Or del Foment de Turisme de Mallorca i el 2005 la Medalla d'Or de la Comunitat Autònoma de les Illes Balears, a títol pòstum.